# Francisco Ballesteros Villanueva
Francisco Ballesteros Villanueva (Orihuela, 1852-Orihuela,1923) fue un político español.

## Biografía
Se licenció en farmacia, pero pronto se dedicó a la política. En 1878 fue secretario del Partido Constitucional en Orihuela y formó parte de la comisión para impulsar el ferrocarril de Alicante a Murcia, pero poco después ingresó al Partido Liberal y pronto fue el hombre de confianza de Trinitario Ruiz Capdepón en Orihuela. En 1882 y en 1886 fue nombrado diputado provincial por Orihuela-Dolores, en 1883 alcalde de Orihuela y el 1888-1889 presidente de la Diputación de Alicante. 
En 1889 fue nombrado gobernador civil de Albacete, y en 1896-1899 de Valencia. En las elecciones generales españolas de 1899 fue elegido diputado por el distrito electoral de Villajoyosa merced al acuerdo entre Trinitario Ruiz Capdepón y Antonio Torres Orduña (conocido como Pacto del barranco). Volvió a ocupar el escaño en las elecciones de 1903 y 1905, pero entonces Trinitario Ruiz Capdepón le retiró el apoyo para ofrecerlo a sus propios hijos, Trinitario y Vicente, y se retiró de la política. Trinitario Ruiz Valarino lo puso nuevamente al frente del Partido Liberal en Orihuela en 1914.